# Jack Doherty
Jack Doherty (Canberra, 28 april 1982) is een golfprofessional uit Schotland. 

## Amateur
Doherty is in Australië geboren en werd Australisch amateurkampioen. Hij studeerde aan de Augusta Staatsuniversiteit.

### Gewonnen
Als amateur heeft hij veel goede resultaten behaald, w.o. vele clubkampioenschappen en o.a.
- 1999: Junior kampioenschap stroke- en matchplay van Zuid-Wales, 2 College Championships
- 2000: Aberconwy Trophy, Ben Williams Trophy, Faldo Jeugd Series
- 2003: Australisch Amateur

### Teams
- Europees Landen Team Kampioenschap: 2000 (winnaars)
- Walker Cup: 2002

## Professional
Met handicap +4 werd hij in 2003 professional. Sinds 2002 probeert hij ieder jaar via de Tourschool op de Europese Challenge Tour te komen, maar zonder succes. 

Dohertty is in 2008 getrouwd. Ze wonen in Kilmarnock. In 2009 behaalde hij zijn eerste professional overwinning op de EuroPro Tour.
In 2010 haalde hij de Final Stage van de Tourschool en in 2013 eindigde hij op de gedeeld 22ste plaats, net goed genoeg om eindelijk zijn tourkaart te krijgen.

### Gewonnen
- 2007: Scottish Challenge Pro-Am
- 2008: Les Bordes Pro-Am in Frankrijk
- 2009: Mentmore Rothschild Open op de Mentmore Golf & Country Club

EuroPro Tour
- 2009: Green 17 Faithlegg Championship